# Carrie Underwood
Carrie Marie Underwood (n. 10 martie 1983, Muskogee⁠(d), Oklahoma, SUA) este o cântăreață și textieră americancă. Ea a devenit cunoscută odată cu participarea la concursul American Idol, fiind desemnată învingătoarea celui de-al patrulea sezon al emisiunii în anul 2005. De la debutul muzical, Underwood a devenit o interpretă apreciată deopotrivă de critici, câștigând patru premii Grammy, dar și de fani, albumele sale comercializându-se în peste 9,6 milionae de exmplare doar în S.U.A..
Primul material discografic de studio, Some Hearts, a primit șapte discuri de platină în țara natală a interpretei, fiind cel mai bine vândut album de debut al unui artist de muzică country din istoria Nielsen SoundScan. De pe disc au fost extrase pe single șase cântece, trei ocupând locul 1 în Billboard Hot Country Songs, în timp ce „Inside Your Heaven” s-a clasat pe prima poziție în Billboard Hot 100.
Cel de-al doilea album de studio, Carnival Ride, a fost lansat la finele anului 2007, debutând direct pe locul 1 în Billboard 200 și în clasamentul mondial. Materialul include patru cântece de locul 1 în Billboard Hot Country Songs și hitul de top 10 al artistei în Billboard Hot 100, „I Told You So”. Discul s-a comercializat în peste 2,8 milioane de exemplare în Statele Unite ale Americii, primind dublu disc de platină.

## Copilăria și primele activități
Carrie s-a născut pe data de 10 martie 1983 în orașul Muskogee, Oklahoma, părinții săi fiind Stephen și Carole Underwood. Ea a fost crescută la ferma părinților săi, în Checotah, Oklahoma, având descendenți scoțieni. De asemenea, artista are două surori, Shanna și Stephanie. Tatăl său, Stephen Underwood, a avut o slujbă de vânzător de ziare, în timp ce mama sa, Carole, a fost profesoară de școală generală. În timpul copilăriei, cântăreața a participat la concursuri precum Robbins Memorial Talent Show, Free Will Baptist Church, Old Settler's Day sau the Lion's Club. În anul 1996, artista era pe cale să obțină un contract de promovare cu casa de discuri Capitol Records, însă acest lucru nu s-a realizat datorită faptului că în companie s-au operat schimbări la nivel înalt. Într-un interviu, Underwood a declarat faptul că după ce a audiat cântecul „Then What?”, al interpretului Clay Walker, a hotărât să își înceapă cariera de cântăreață de muzică country.
În anul 2001 artista a absolvit liceul în orașul Checotah, Oklahoma, intrând ulterior la colegiul Northeastern State University în Tahlequah. Interpreta a terminat facultatea în anul 2006 cu note maxime. Underwood a luat parte și la numeroase concursuri de frumusețe, obținând locul secund în cadrul competiției Miss NSU din anul 2004.

## Cariera muzicală

### 2004 — 2005: American Idol
În vara anului 2004, cântăreața a participat la audițiile susținute pentru a se găsi noi participanți la emisiunea-concurs American Idol. Artista a fost avansată în cadrul spectacolului principal, unde în cea de-a cincia seară a interpretat piesa „Alone”, ce aparține lui Heart, în urma reprezentației, Simon Cowell, membru al juriului, afirmând faptul că Underwood va câștiga competiția și îi va depăși în materie de vânzări pe toți ceilalți câștigători American Idol. Carrie a fost declarată câștigătoarea celui de-al patrulea sezon al spectacolului, unul dintre producătorii emisiunii susținând faptul că artista a dominat votarea, fiind favorita fiecărei săptămâni, în percepția telespectatorilor. Ulterior, cântăreața a revenit în cadrul spectacolului, pentru a interpreta o serie de cântece proprii.
După victoria obținută la American Idol, Underwood și-a lansat primul disc single, „Inside Your Heaven”, piesă interpretată în ultima seară a concursului. Cântecul a debutat direct pe locul 1 în Billboard Hot 100, fiind până astăzi singurul single al artistei ce reușește această performanță. De asemenea, acesta a ocupat prima poziție în Canada, fiind considerat și unul dintre cântecele sale de semnătură. Piesa adițională inclusă pe discul single „Inside Your Heaven”, „Independence Day”, a intrat și ea în clasamentele din Statele Unite ale Americii, urcând până pe treapta cu numărul 63 în Billboard Hot Digital Songs și locul 84 în Billboard Pop 100.

### 2005 — 2007: «Some Hearts» și succesul comercial
Primul material discografic de studio, intitulat Some Hearts, a debutat pe locul 2 în Billboard 200 și s-a clasat pe treapta cu numărul 1 în Billboard Top Country Albums, datorită celor aproximativ 315.000 de discuri comercializate în prima săptămână. Albumul s-a vândut în aproximativ 6,7 milioane de exemplare doar pe teritoriul Statelor Unite ale Americii, primind șapte discuri de platină. De asemenea, Some Hearts a fost răsplătit cu triplu disc de platină și în Canada.

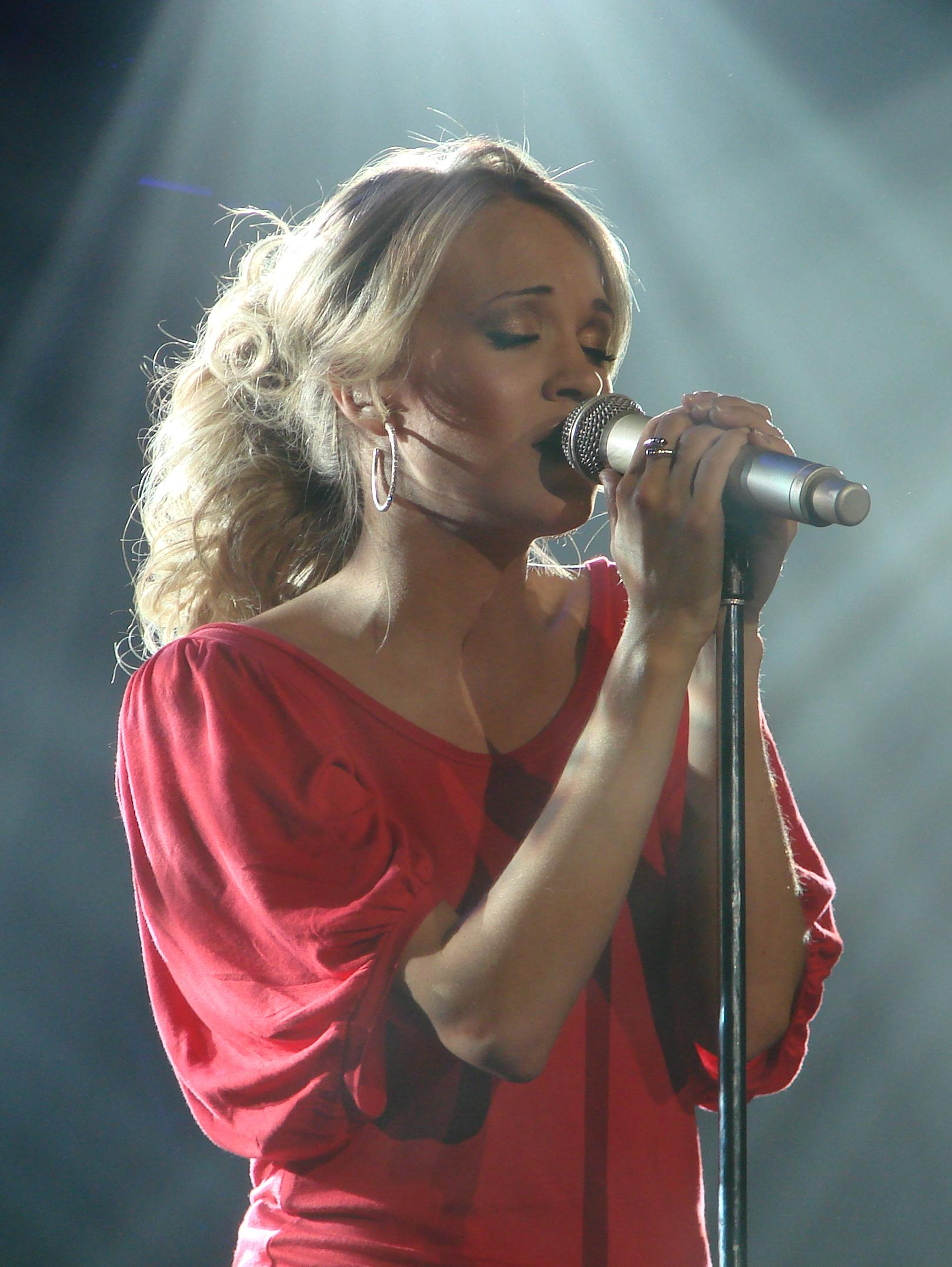
Carrie Underwood în cadrul unui concert susţinut în decembrie 2006.

Materialul de debut al artistei a primit în general recenzii favorabile. Allmusic apreciază într-un mod pozitiv discului, admirând interpretările unor cântece precum „Before He Cheats”, „Jesus, Take the Wheel” sau „Some Hearts”, susținând faptul că „Underwood a realizat cel mai bun album al unui participant American Idol de la materialul de debut al lui Clarkson”. About.com oferă discului 4,5 puncte dintr-un total de 5, adăugând faptul că pe Some Hearts, „cântăreața poate atinge note foarte înalte”. Mai puțin impresionată de album s-a declarat publicația Entertainment Weekly, afirmând faptul că „până și cele mai bune cântece de pe acest album de debut nu se pot compara cu cele mai puțin reușite piese de pe ultimele materiale discografice ale lui Sara sau Lee Ann. Cu excepția unei singure înregistrări unde este vorba despre distrugerea autovehicului unui prieten infidel, tot discul este ca o lecție de viață.”
Cântecul „Inside Your Heaven” a fost inclus pe album ca piesă adițională. Primul disc single al materialului, „Jesus, Take the Wheel”, a urcat până pe locul 1 în Billboard Hot Country Songs, unde a staționat timp de șase săptămâni consecutive, primind discul de platină în S.U.A. pentru vânzări de peste un milion de exmplare. „Don't Forget to Remember Me”, cel de-al doilea extras pe single oficial, a devenit cel de-al treilea hit de top 50 al artistei în Billboard Hot 100, în timp ce „Before He Cheats” a devenit prima piesă country ce înregistrează vânzări de peste două milioane de exemplare în format digital. De asemenea, acesta a urcat până în vârful clasamentului Billboard Hot Country Songs, devenind popular la posturile de radio chiar și înaintea premierei videoclipului. De pe material au mai fost promovate două înregistrări, „Some Hearts” și „Wasted”, cel din urmă obținând clasări similare cu „Jesus, Take the Wheel”.
În perioada promovării materialului Some Hearts alte două cântece au intrat în atenția publicului „I'll Stand By You” și „Ever Ever After”, primul constituind un disc promoțional, toate încasările obținute fiind donate pentru diverse acțiuni caritabile, cel din urmă fiind inclus pe coloana sonoră a filmului Enchanted. În ciuda promovării limitate, cele două piese au beneficiat fiecare de câte un videoclip. „I'll Stand By You” a obținut locul 6 în Billboard Hot 100.
Pentru discul său de debut, interpreta a primit o serie de nominalizări în cadrul unor gale precum American Music Awards, Video Music Awards sau Grammy Awards. În anul 2006, Underwood a primit trei nominalizări la American Music Awards, câștigând premiul „Artistul anului”. La finele aceluiași an, Some Hearts a primit patru nominalizări la premile Grammy, două pentru cântăreață, celelalte două fiindu-le destinate textierilor piesei „Jesus, Take the Wheel”. Artista a câștigat cele două trofee, în timp ce compozitori au primit distincția „Cel mai bun cântec country” al anului. Underwood a intrat și în atenția Video Music Awards, primind o nominalizare la categoria Cel mai bun artist nou al anului 2007, pentru „Before He Cheats”.

### 2007 — 2009: Continuarea succesului cu «Carnival Ride»
Cel de-al doilea material descografic de studio al interpretei, intitulat Carnival Ride, a fost lansat pe data de 23 octombrie 2007. Albumul a debutat pe locul 1 în Billboard 200, datorită celor peste 527.000 de exmplare comercializate într-o singură săptămână, oferindu-i lui Underwood primul disc poziționat în vârfuul clasamentului american. Carnival Ride a urcat până pe locul 1 și în Canada, vânzările din cele două regiuni plasând materialul pe locul 1 în United World Chart. Până în momentul de față, albumul a primit dublu disc de platină în S.U.A., fiind comercializat în peste 2,8 milioane de copii.

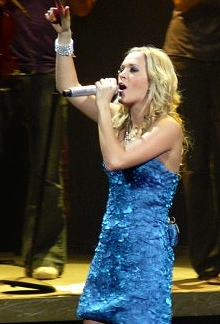
Carrie Underwood în cadrul unui concert de promovare al albumului Carnival Ride susținut în octombrie 2008.

Discul a primit în general recenzii pozitive din partea criticilor muzicali de specialitate, obținând un scor de 72% din partea Metacritic. Entertainment Weekly susține faptul că „albumul Carnival Ride acoperă toate palierele într-un mod impecabil, de la demențialul «Flat on the Floor» la balada sensibilă «I Know You Won’t» și deja imnul «So Small»”. Jurnalistul Ken Tucker, oferă din partea Billboard un vot de încredere materialului, afirmând următoarele: „Primul extras pe single, „So Small” [...] este un cântec interesant despre lucrurile importante din viață. „Just a Dream” reprezintă povestea morții unui tânăr soldat, spusă din perspectiva iubitei sale care îl așteaptă acasă, în timp ce „Last Name” vorbește despre o aventură care se încheie cu o nuntă la Vegas, [...]. Underwood oferă o interpretare de excepție a cântecului „Flat on the Floor” și realizează o preluare convingăroare după șlagărul lui Randy Travis din 1988, „I Told You So”, care merita de mult timp o a doua viață”. Alte recenzii pozitive au fost oferite de publicații precum Allmusic, The Boston Globe, The New York Times, Pop Matters sau Rolling Stone.
Primul disc single al materialului, balada „So Small”, a devenit un hit de top 20 în Billboard Hot 100, clasându-se pe locul 6 în topul celor mai bine vândute cântece în format digital. „All-American Girl” a devenit cea de-a doua piesă de pe Carnival Ride ce obține poziția cu numărul 1 în Billboard Hot Country Songs. „Last Name” și „Just a Dream” au câștigat și ele aceași traptă ca și predecesorii lor în clasamentul country, ambele primind discul de aur în Statele Unite ale Americii. Cel de-al cincilea și ultimul extras pe single al discului, „I Told You So”, preluarea după șlagărul interpretului Randy Travis din anul 1988, a deveit cel mai mare hit al materialului în Billboard Hot 100, câștigând locul 9. Cu toate acestea, în ciuda succesului comercial, cântecul a fost singura lansare oficială a materialului ce nu obține locul 1 în Billboard Hot Country Songs.
În perioada promovării albumului Carnival Ride, Underwood a intrat în atenția publicului cu alte patru piese: „The More Boys I Meet”, „Do You Hear What I Hear”, „Praying for Time” și „Home Sweet Home”. Primele două constituie două cântece intrate în clasamente datorită difuzărilor înregistrate la posturile de radio, în timp ce ultimele au fost promovate sub titulatura de discuri promoționale, înregistrând clasări de top 40 în Billboard Hot 100.

### 2009 — present: «Play On»
La sfârșitul anului 2008 artista a pornit înregistrările pentru cel de-al treilea album de studio din cariera sa, lucruri confirmate la gala premiilor Grammy 2009. Materialul, intitulat Play On, va fi lansat pe data de 3 noiembrie 2009 și este precedat de lansarea discului single „Cowboy Casanova”. Cântecul a devenit înregistrarea lui Underwood cu cea mai rapidă ascensiune în clasamente, în cea de-a doua săptămână de activitate în Billboard Hot 100 obținând un salt de optzeci și cinci de trepte. „Cowboy Casanova” a devenit un succes și în ierarhiile country din Canada și S.U.A., unde a urcat în top 3, în ultima regiune reușind să ocupe prima poziție. Pentru a promova albumul Play On, solista a lansat trei discuri promoționale, „Mama's Song”, „Temporary Home” și „Undo It” prin intermediul magazinului virtual iTunes, toate intrând în Billboard Hot 100. Materialul a debutat direct pe locul 1 în ierarhia americană Billboard 200, lucru datorat celor peste 318.000 de exemplare comercializate într-o singură săptămână. În aceeași perioadă artista a primit două nominalizări la premiile Grammy ce s-au desfășurat în anul 2010, câștigând un trofeu pentru șlagărul „I Told You So”.
Pe data de 7 decembrie 2009 postul de televiziune FOX a difuzat un spectacol special de sărbători prezentzat de artistă și intitulat Carrie Underwood: An All-Star Holiday Special. În cadrul emisiunii solista a interpretat o serie de cântece de pe albumul Play On și cunoscutul său șlagăr „Before He Cheats”. Printre invitații speciali s-au numărat Christina Applegate, Kristin Chenoweth și Dolly Parton, cu ultima dintre acestea intrpretând înregistrarea lui Parton „I Will Always Love You”. Spectacolul a fost urmărit în medie de aproximativ 8,54 milioane de americani în momentul difuzării. La scurt timp a fost promovat cel de-al doilea single al albumului, „Temporary Home”, ce fusese lansat anterior sub titulatura de disc promoțional. Acesta a obținut prima poziție în ierarhia cântecelor country din S.U.A., devenind cea de-a noua compoziție a lui Underwood ce obține această distincție. Ulterior a fost anunțat faptul că înregistrarea „Undo It” va fi lansată ca cel de-al treilea single oficial.

## Calitățile interpretative și stilul muzical
Profilul vocal al interpretei se încadrează în categoria sopranelor, lucru remarcat de o serie de critici în recenziile făcute materialelor discografice ale solistei. În compozițiile sale Underwood abordează preponderent stilul country, însă ea include și elemente muzicale din alte genuri. Discul single de debut al artistei, „Inside Your Heaven”, reprezintă o înregistrare specifică muzicii pop, adoptând și influențe rock sau country. Cel din urmă stil a fost păstrat de solistă până în momentul de față al carierei sale. Primul album al interpretei, Some Hearts, este dominat de prezența elementelor muzicale specifice muzicii country, temele abordate fiind dragostea, meditarea, afecțiunea sau suferința. În ciuda faptului că materialul se încadrează în tiparele muzicii tipic americane, unele înregistrări prezintă influențe ale muzicii pop contemporane, fiind destinate unui public mai numeros, fapt demonstrat prin succesul piesei „Before He Cheats”. Acesta din urmă este considerat unul dintre cele mai reprezentative cântece din cariera artistică a lui Underwood, fiind și una dintre cele mai abordate piese de pe albumul de debut. Cu toate acestea, criticul Chris Willman, de la publicația Entertainment Weekly, se declară nemulțumit de tema generală a discului — el făcând referire la o continuă lecție de viață.
Aceleași elemente muzicale folosite în compunerea albumului Some Hearts au fost incluse în procesul de realizare a celui de-al doilea disc, Carnival Ride. În afara influențelor aduse de stilurile pop și rock, pe acest material artista explorează și orizonturile muzicii bluegrass, în special pe înregistrarea „Last Name”. Pentru compunerea albumului Play On Underwood s-a implicat activ în scrierea textelor pentru cântecele ce urmau a fi incluse. De asemenea, pentru a promova acest disc artista a ales să lanseze o compoziție ritmată, „Cowboy Casanova”, spre deosebire de strategia adoptată pentru celelalte albume. Recenzorii discului au criticat însă încercarea lui Underwood de a include o cantitate ridicatpă de influențe ale muzicii pop.

## Turnee
Primul turneu de promovare susținut de Underwood s-a desfășurat pe durata anului 2006, serie de concerte menită să promoveze albumul Some Hearts. Carrie Underwood: Live 2006 a cuprins șaizeci de concerte susținute pe o perioadă de opt luni de zile.

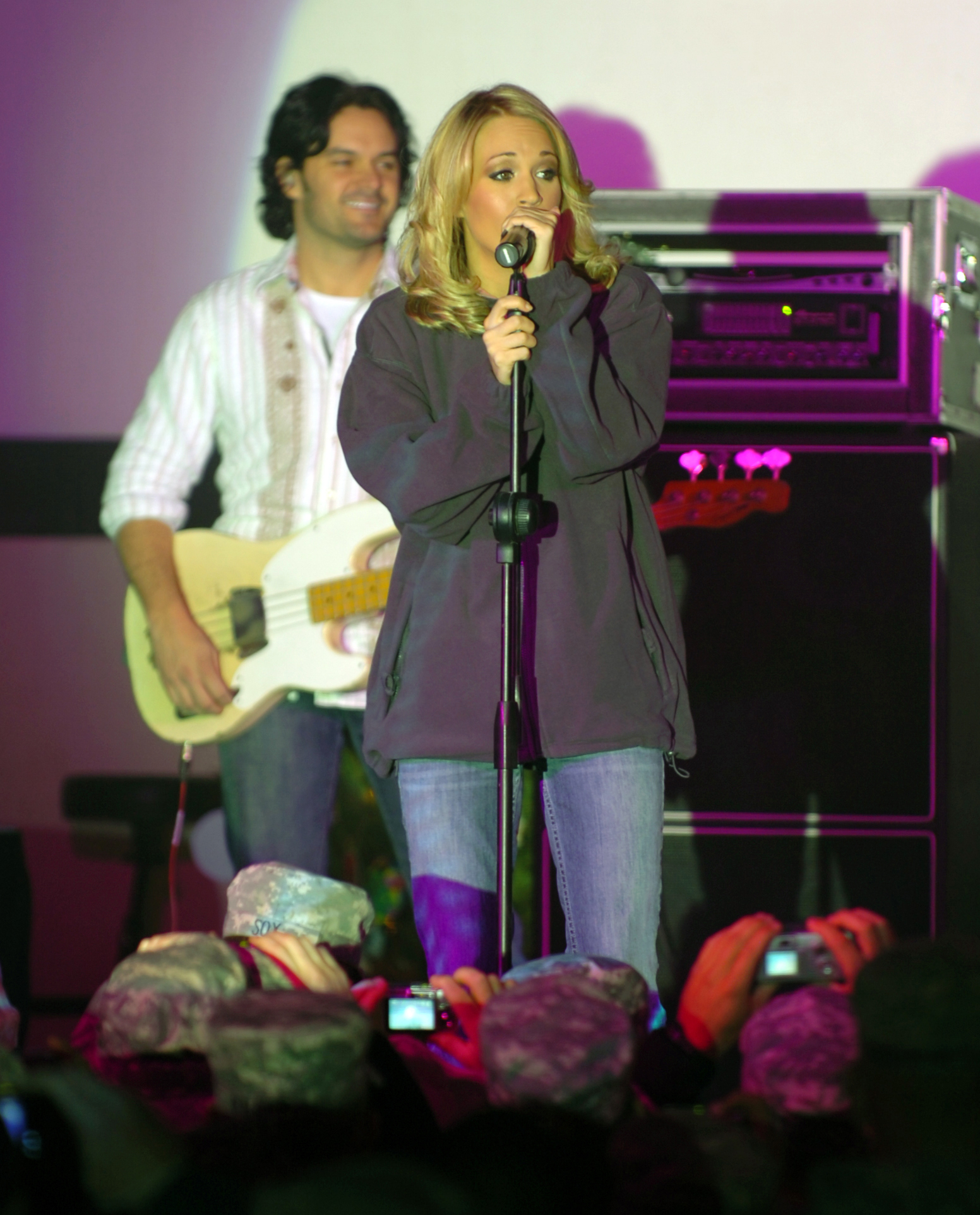
Carrie Underwood în timpul unui concert de promovare pentru albumul Some Hearts.

De asemenea, artista a participat la o serie de concerte împreună cu interpretul de muzică country Keith Urban, manifestările făcând parte din turneul Love, Pain and the Whole Crazy Carnival Ride Tour ce a luat startul pe data de 31 ianuarie 2008. În total, au fost susținute douăzeci și patru de spectacole live în diverse orașe din Statele Unite ale Americii. Interpreta s-a declarat încântată de această acțiune, ea exprimându-și totodată admirația pentru partenerul său, citând: „Nu îmi pot imagina o persoană mai potrivită cu care să încep anul 2008 decât cu Keith. El este un artist uimitor șu un muzician foarte respectat”.
În afara turneului cu Keith Urban, Underwood a susținut un turneu independent, intitulat Carnival Ride Tour. Înainte de seria de concerte, solista afirma: „Sunt atât de încântată de faptul că voi călători și voi realiza un spectacol integral cu muzica mea, lucru pe care mi l-am dorit mereu [...] Am fost atât de norocoasă să învăț de la o multitudine de artiști minunați în timp ce eram în turneu cu ei, aceștia inspirându-mă în diverse moduri. Ei m-au ajutat să ajung în acest stadiu în care să simt că sunt pregătită pentru primul meu turneu ca vedetă principală. Abia aștept să călătoresc prin S.U.A. și Canada și să-mi văd fanii”.
Primul spectacol al seriei de concerte a avut loc în Wilkes-Barre, Pennsylvania pe data de 18 februarie 2008, biletele fiind puse în vânzare începând cu data de 12 ianuarie 2008. Pe parcursul turneului artista a susținut peste 137 de recitaluri, audiența totală fiind fiind de peste un milion de spectatori. Ultima parte a turneului a fost împărțită în peste cincizeci de spectacole, toate având loc până la finele anului 2008. Grupul de interpretări a fost apreciat de criticii muzicali, aceștia aclamând spectacolele lui Underwood. The Kansas City Star declară faptul că interpretările sale „necesită un suport vocal eroic, pe care ea îl poate susține”, în timp ce The Pitsburgh Post afirma: „Underwood a adus puterea starurilor pop și vocea sa de aur [în cadrul spectacolelor]”. De asemenea, Grand Rapid Press consideră că „Underwood este cu adevărat remarcabilă, cel mai probabil, este cea mai bună vocalistă din muzica pop. Dincolo de talentul său vocal imens, cantautoarea dă dovadă de o încredere care trădează vârsta sa tânără”.
Un turneu de promovare va avea loc și în anul 2010, acesta având ca scop creșterea notorietății albumului Play On. Prima partea a seriei de recitaluri cuprinde patruzeci și cinci de spectacole care vor și susținute în Canada și Statele Unite ale Americii.

## Filantropie

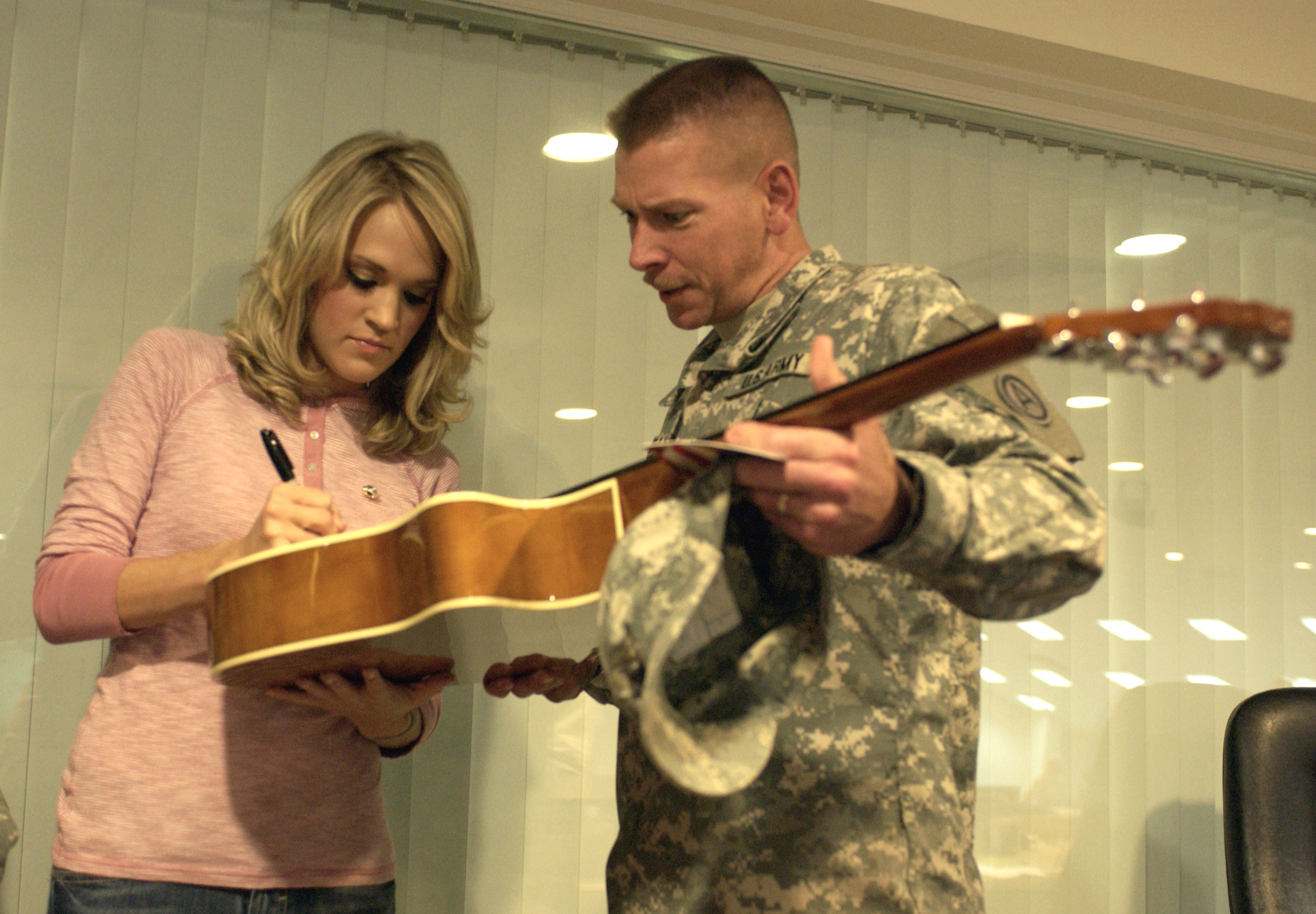
Carrie Underwood într-o bază militară din Kuweit în anul 2006.

În luna aprilie a anului 2007 Underwood și-a întrerupt activitatea artistică, respectiv înregistrările materialului dicografic Carnival Ride, pentru a călători în Africa de Sud. Această excursie a fost organizată în cadrul evenimentului „Idol Gives Back”. Ulterior, artista a lansat un disc promoțional, o preluare după șlagărul „I'll Stand By You” al grupului muzical The Pretenders. Cântecul a beneficiat și de un videoclip, realizat dintr-o serie de fragmente video ale excursiei lui Underwood în această zonă. „I'll Stand By You” a debutat pe locul 6 în Billboard Hot 100, toate încasările obținute din comercializarea piesei fiind unor campanii umanitare. Un an mai târziu, în aprilie 2008, interpreta a promovat o nouă preluare, reînregistrând cântecul „Praying for Time” al lui George Michael. Lansat sub titulatura de disc promoțional, cântecul a obținut locul 27 în Statele Unite ale Americii, încasările îndreptându-se integral către campanii de ajutorare.

## Viața personală
Interse personale
Underwood este vegetariană de la vârsta de treisprezece ani, fiind numită de Organizația Pentru Protacția Animalelor „cea mai sexy veterinară” din lume în anii 2005 și 2007. Artista și-a motivat alegerea de a stopa consumul de carne prin afirmația: „De cât eram copil iubeam animalele... dacă în acest moment mi s-ar spună că nu voi mai putea cânta niciodată ar fi oribil, dar acesta nu este singurul lucru important din viața mea, însă dacă mi se va spune că nu voi mai avea ocazia să fiu înconjurat de animale, voi muri”. Cântăreața vizitat Irakul în perioada sărbătorilor de Crăciun din anul 2006. Ulterior, pe interntet au apărut numeroase fotografii și segmente video ce o ilustrau pe artistă în timpul excursiei.
Victoria's Secret a numit-o pe Underwood „cea mai sexy femeie din muzică”, în anul 2007. De asemenea, cântăreața a fost inclusă pe alte liste de superlative, ierarhii realizate de publicații precum People sau Country Weekly.
Viața de cuplu
Prima relație confirmată a lui Underwood a fost cu sportivul Tony Romo. În anul 2007 cei doi au început o relație, negată inițial de solistă dar confirmată ulterior de Romo. Sportivul a afirmat aceste aspecte prin intermediul website-ului său personal și a declarat acest lucru unei publicații din Illinois. După despărțirea celor doi și începutul relației dintre Romo și interpreta americană Jessica Simpson, cea din urmă artistă a făcut o serie de remarci jignitoare, în mod indirect, la adresa lui Underwood. În august 2007 solista a început o relație cu actorul Chace Crawford, însă aceasta s-a destrămat la începutul anului următor.
În 2008 cântăreața l-a întâlnit pe hocheistul canadian Mike Fisher în timpul unui concert susținut de ea în Ottawa. Cei doi au început o relație, iar pe data de 20 decembrie Underwood și Fisher s-au logodit.

## Discografie
- 2005: Some Hearts
- 2007: Carnival Ride
- 2009: Play On
- 2012: Blown Away